# Пиноккио (Дисней)
Пиноккио (англ. Pinocchio) — главный персонаж одноимённого диснеевского мультфильма 1940 года, снятого по мотивам сказки Карло Коллоди, Приключения Пиноккио. История деревянной куклы. Пиноккио — деревянный мальчик и сын мастера Джепетто. Был обыкновенной куклой, но вскоре был оживлён Синей Феей. Имеет лучшего друга и совесть — сверчка по имени Джимини Крикет, и двух домашних животных: котёнка Фигаро и золотую рыбку Клео. Очень любопытный и наивный. В оригинальном фильме, Пиноккио был озвучен актёром Дикки Джонсом, в настоящее время его озвучиванием занимается актёр Сет Эдкинс.

## Появления

### Мышиный дом
В мультсериале «Мышиный дом», Пиноккио появляется как приглашённый гость в клуб Микки Мауса, Мышиный дом, вместе со остальными персонажами мультфильмов Диснея. Как и многие персонажи, он играет мало значительную и второстепенную роль. Здесь его озвучивал актёр Майкл Уэлш.

## История создания
В повести Карло Коллоди Пиноккио был плохим мальчиком, что не очень нравилось Уолту Диснею. Поэтому он решил изменить характер персонажа на хороший и довольно наивный. Дисней также начал понимать, что деревянный персонаж был не слишком симпатичным. Частично потому, что Пиноккио был нарисован именно таким, каким он был создан. Тогда аниматоры начали рисовать мультфильмы на основе шаблонов, на которых Пиноккио изображался похожим на куклу-марионетку; с простыми геометрическими фигурами и видом, как у деревяшки. Но Уолт говорил:
 Он выглядит как неживой. В нём нет привлекательности.
Из-за этого временно было остановлено производство. Вскоре Милт Кэл нарисовал пробную сцену, где Пиноккио находился под водой, думая о нём, как о мальчике, а не марионетке. Диснею это понравилось, и таким образом рисунок Кахла стал шаблоном. Потом его усовершенствовали и минимизировали его статус марионетки, пока не дошло до того, что сейчас видно в фильме.

## Озвучивание
Сначала решили, что Пиноккио должен озвучить взрослый, и тогда набрали взрослых актёров и начали прослушивание. Но когда Дисней услышал, как взрослые пытаются изобразить детей, он сказал:
 Нет, мне нужен настоящий мальчик.
Тогда на роль Пиноккио был выбран актёр Дикки Джонс, но сразу его не выбрали для озвучивания, поскольку ещё велась переработка его персонажа. Однако, когда Пиноккио переработали, голос Джонса идеально подошёл. По словам Уолта, у него обычный мальчишеский голос, какой и был нужен.